# Cincuenta y tres
El cincuenta y tres (53) es el número natural que sigue al cincuenta y dos y precede al cincuenta y cuatro.

## Propiedades matemáticas
- Es el 16º número primo, después del 47 y antes del 59.
- Es un número primo de Sophie Germain.
- Es la suma de cinco número primos consecutivos, 53 = 5 + 7 + 11 + 13 + 17
- Es uno de los pocos números cuya representación decimal es el reverso de su representación hexadecimal. Otros números con esta propiedad son múltiplos de 53; por ejemplo: 371, 99481.
- Es un número primo pitagórico.

## Características
- 53 es el número atómico del yodo (I).
- Es el código telefónico internacional de Cuba.
- Cúmulo globular M53, situado a 60000 años luz en el centro de nuestra galaxia.
- 53 es un temperamento de escala microtonal.

## Curiosidades
- 53 es el número del automóvil Herbie, protagonista de la película Cupido Motorizado y sus secuelas.

- Datos: Q712808
- Multimedia: 53 (number) / Q712808